# ПК-01 «Львов»
ПК-01 «Львов» — 8-разрядный учебно-бытовой микрокомпьютер. Разработан примерно в 1986—1987 год во Львовском политехническом институте доцентом Владимиром Яковлевичем Пуйдой. Выпускался Львовским производственным объединением им. В. И. Ленина. Стоимость компьютера составляла 750 руб. Позже была создана специальная лаборатория, где под руководством В. Я. Пуйды совершенствовался серийный образец ПК-01, были разработаны ПК-01М, ПК-02 «Мукачево», ПК-03 на базе i8088, клон которого был освоен в СССР. Однако ПК-03 существовал только в опытном экземпляре и после распада СССР работы были прекращены.

## Технические характеристики
- Процессор: КР580ВМ80А на частоте 2,22 МГц
- Быстродействие: 200…300 тыс. оп./сек
- Память: ОЗУ — 64 КБ (включая видеопамять 16 КБ, подключаемую странично во вторую четверть общего адресного пространства), ПЗУ — 16 КБ
- Видео — 16 КБ с разрешением 256×256 — 4 цвета (общая палитра 8 цветов, но одновременно можно было использовать не более 4-х)
- В качестве монитора использовался бытовой телевизор, количество выводимых на экран символов 32 × 24, точек 256 × 256 (рабочая область 200 × 225), количество цветов одновременно отображаемых на экране — 4 (из 8 цветов палитры).
- Внешняя память: бытовой магнитофон
- Расширение: подключение контролера НГМД, подключение принтера «ROBOTRON CM 6329.01 M» из состава комплекса «ДВК-3» и ему подобных.
- Габариты: системный блок — 338×268×65 мм, блок питания — 200×157×97 мм
- Потребляемая мощность: не более 30 Вт.

Всего до конца 1991 г. было выпущено по разным оценкам около 80 тыс. шт. ПК-01 «Львов».
В основном использовался для организации учебных классов в школах и вузах, а также в качестве рабочего ПК в научно-исследовательских лабораториях, в мобильных установках различного назначения в промышленности и т. д.
Был разработан вариант компьютера «ПК-02» (готовился к выпуску на заводе в г. Мукачево), который имел увеличенный объем встроенного ПЗУ — 128 Кб, ОЗУ со страничной организацией — 128 Кб, расширенные возможности дисплея — 256 цветов, полно-функциональную клавиатуру, адаптер ГМД (опция). Соответственно был доработан интерпретатор БЕЙСИК. Новый вариант не мог обеспечивать полной совместимости с программным обеспечением ПК-01.
Также был разработан ПК-03 на базе I8088, который работал под управлением MS-DOS. Существовал только в виде макетного образца. Однако с распадом СССР все дальнейшие работы были свернуты.

## Программное обеспечение
- в ПЗУ — интерпретатор Бейсик
- на внешних носителях: Бейсик, Монитор-отладчик, Редактор текста, Макроассемблер, Реассемблер, БСП, прикладные программы, игры

## Эмуляция
Эмуляторы компьютера ПК-01 «Львов»:
- Эмулятор by Hard Wisdom (Java)
- Эмулятор А. Игнатичева
- Сайт Эмулятор 3000 Архивная копия от 9 февраля 2010 на Wayback Machine — эмулируется ряд советских ПК, в том числе и «Львов»
- MAME — содержит драйвер lviv
- Эмулятор «Башкирия-2М» Дмитрия Целикова Архивная копия от 14 марта 2022 на Wayback Machine (Windows) — среди прочих машин, эмулирует и «Львов»